# Трактове (Казахстан)
Тра́ктове (каз. Трактовый) — село у складі Федоровського району Костанайської області Казахстану. Входить до складу Первомайського сільського округу.
Населення — 106 осіб (2021; 244 у 2009, 333 у 1999, 340 у 1989).